# Bolsover Castle
Bolsover Castle is een kasteel in Bolsover, in het noordoosten van het graafschap Derbyshire. Het werd gebouwd door architect John Smythson in opdracht van en in samenwerking met Sir Charles Cavendish en later diens zoon William Cavendish, eerste hertog van Newcastle, op een ouder Normandisch terrein boven op een heuvel. Het hoofdgedeelte, Little Castle genaamd, is in een eclectische stijl opgetrokken met onder andere romaanse rondbogen en gotische spitsen, tevens maniëristische invloeden in de stijl van Inigo Jones. Het kasteel heeft geen authentiek meubilair meer, maar de wand- en plafondschilderingen zijn intact. Het domein bestaat uit een centraal kasteeltje op de heuvelflank, omgeven door een lusttuin waar een begaanbare muur omheen loopt. Naast het kasteel staan geruïneerde bediendenvertrekken en bewaard gebleven paardenstallen, waarin voor de bezoekers 17de-eeuwse paardenshows worden opgevoerd. Bolsover Castle wordt beheerd door English Heritage.

## Overzicht

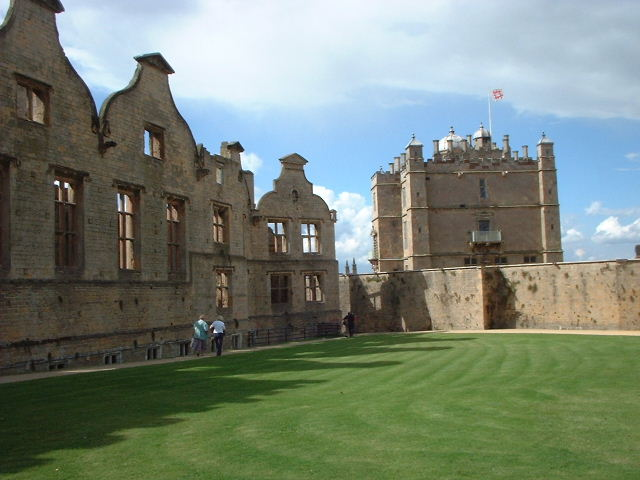
De terrace range

Bolsover Castle is op de site van een Normandische verdediging gebouwd, die eind 11de eeuw door William Peveril werd opgetrokken, een ridder van Willem de Veroveraar; qua structuur vertoonde het gelijkenissen met het oude Nottingham Castle. Het terrein werd ingesloten als een ommuurd mottekasteel. Vóór de Normandische invasie bevond zich hier een landhuis met kerkje, die aanvankelijk beide in het nieuwe domein werden opgenomen.
Het Little Castle met zijn trappen en terrassen staat boven de afgrond, die noordwaarts blikt. Men betreedt het terrein door de toegangspoort vanuit het zuiden, waarvoor het bezoekerscentrum van English Heritage staat. Onmiddellijk na het binnentreden ziet men links de manège, die niet vrij toegankelijk is, behalve wanneer demonstraties worden uitgevoerd. Hier was ruimte voor vijftien paarden. Henry Cavendish, 2de hertog van Newcastle, liet het gebouw tot appartementen voor minder hooggeplaatste bezoekers ombouwen. Het dak van de manège is een reconstructie.

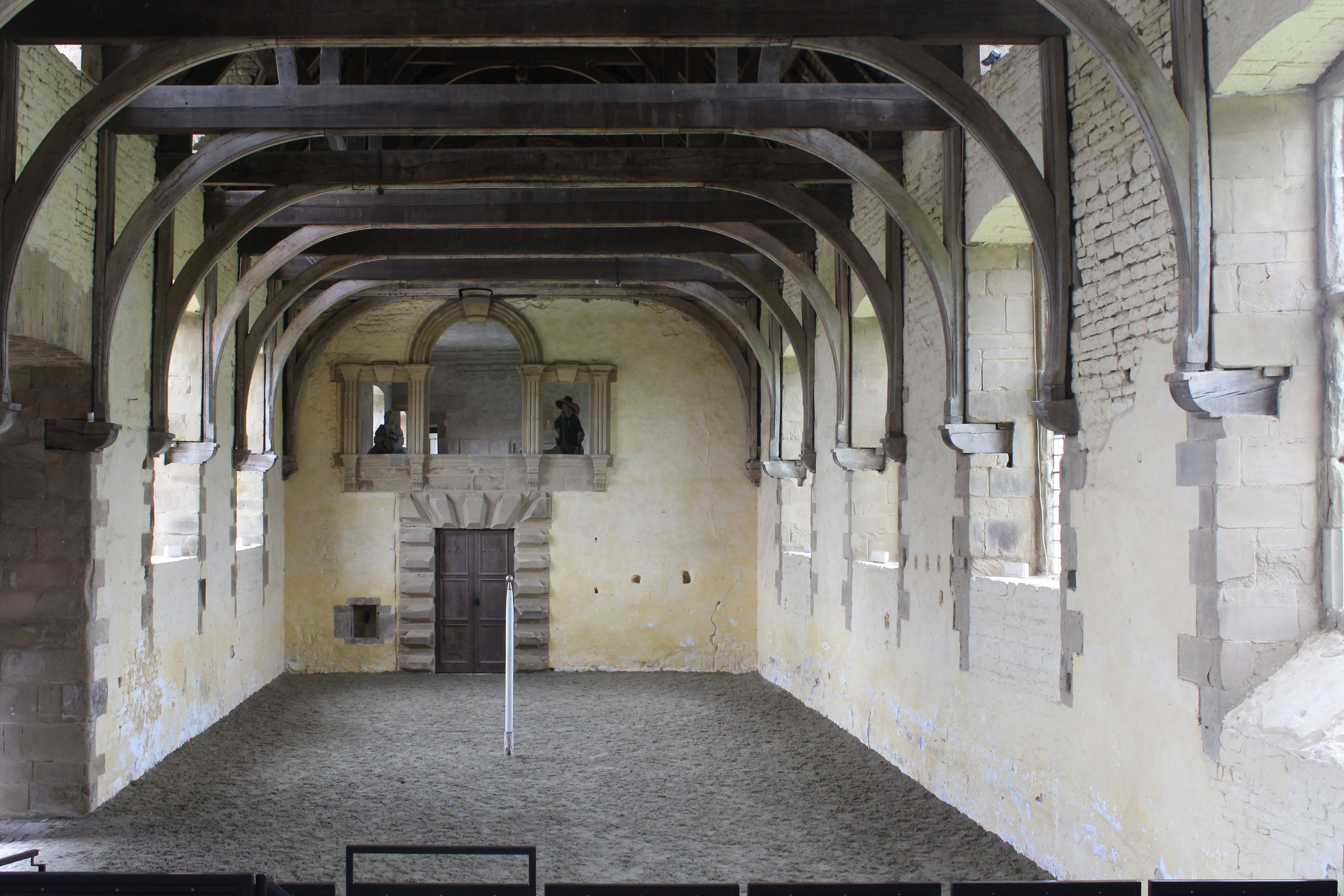
Interieur van de manege

De westelijke rand van het domein wordt afgebakend door de terrace range, een langwerpig bouwwerk dat ooit drie verdiepingen telde. John Smythson stelde voor, hierin een lange galerij te creëren zodat het in plaats van als nutsgebouw dienst zou kunnen doen als luxueus appartement met twee verdiepingen. Tijdens de Engelse Burgeroorlog werd de terrace range echter geplunderd en van zijn dak ontdaan; na de Restauratie heeft William Cavendish het voormalige platte dak vervangen door een extra verdieping met bogen, die beter harmonieerde met de dakconstructie van de ernaast liggende paardenstallen. Aan het noordelijke uiteinde werd een kapel gebouwd. De terrace range is echter reeds in de 18de eeuw geleidelijk in verval geraakt; er schiet enkel nog het skelet van over. Er werden onder andere keukens, voorraadkelders en een brouwerij in ondergebracht, die dusdanig geordend waren dat de respectieve bedienden elkander niet tegen het lijf konden lopen.

## Little Castle

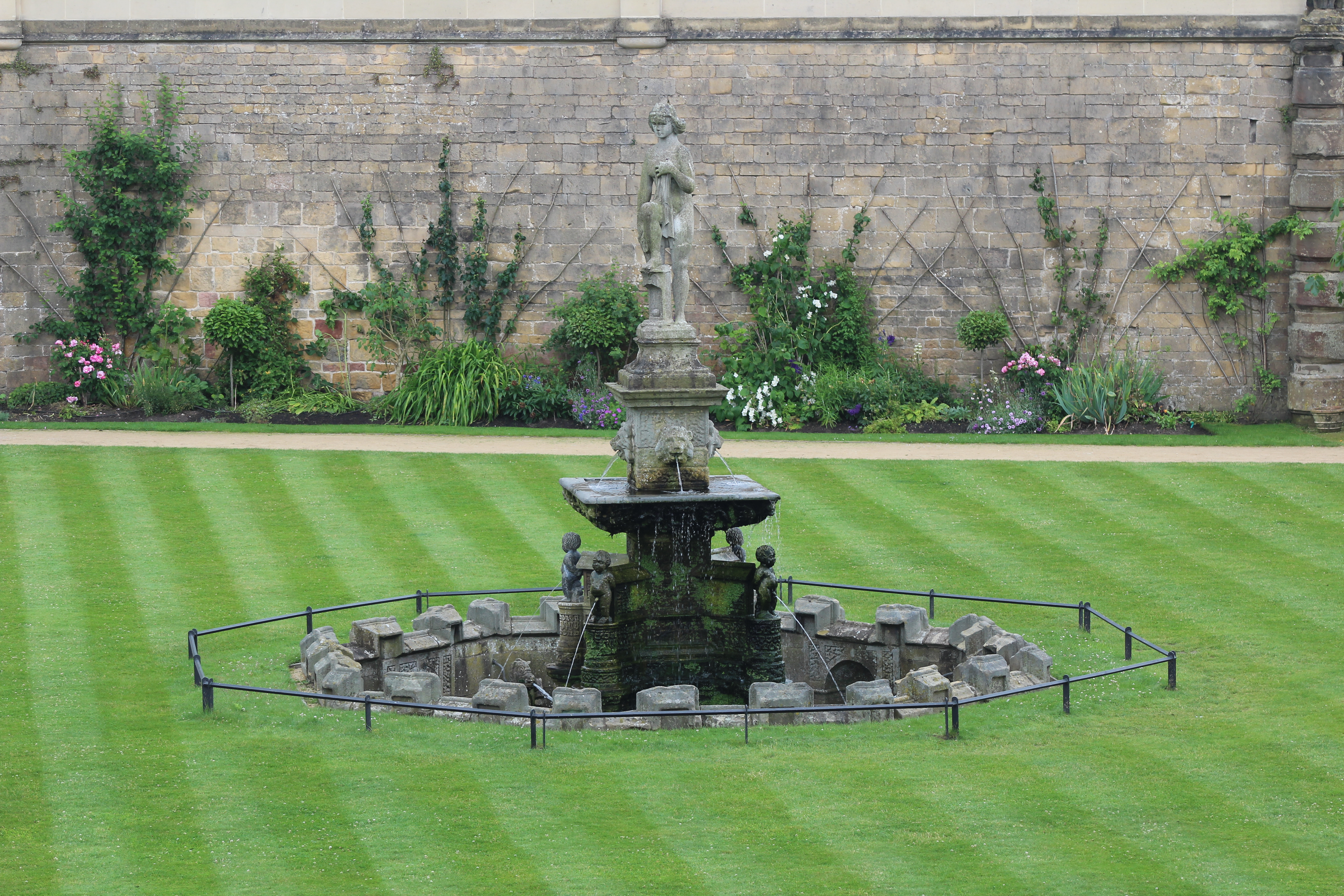
Fontein met de godin Venus

Het Little Castle wordt aan de zuidoostelijke kant omringd door een tuin, die volledig omgeven is door een muur. In de tuin staat een standbeeld van Venus met fontein. De godin wordt omringd door busten van keizers en wellustige beesten. De muur omheen de tuin is afgewerkt met kantelen; men kan zodoende om de tuin heen lopen, en in de muur zijn kamers aangebracht waarin onder andere met alchemie werd geëxperimenteerd.
Charles Cavendish begon in 1612 met de bouw van het Little Castle als buitenverblijf voor de familie, die gewoonlijk te Welbeck verbleef. Zijn moeder, Elizabeth Hardwick, had een fortuin vergaard door viermaal te huwen en bezat diverse luxueuze landhuizen in de streek; Sir Charles had in 1600 de abdij van Welbeck gekocht en erfde het landhuis van Bolsover van zijn stiefvader, George Talbot, 6de earl van Shrewsbury, die het in 1553 van de Kroon had gekocht. Het Little Castle heeft een excentrieke opbouw.

### Benedenverdieping

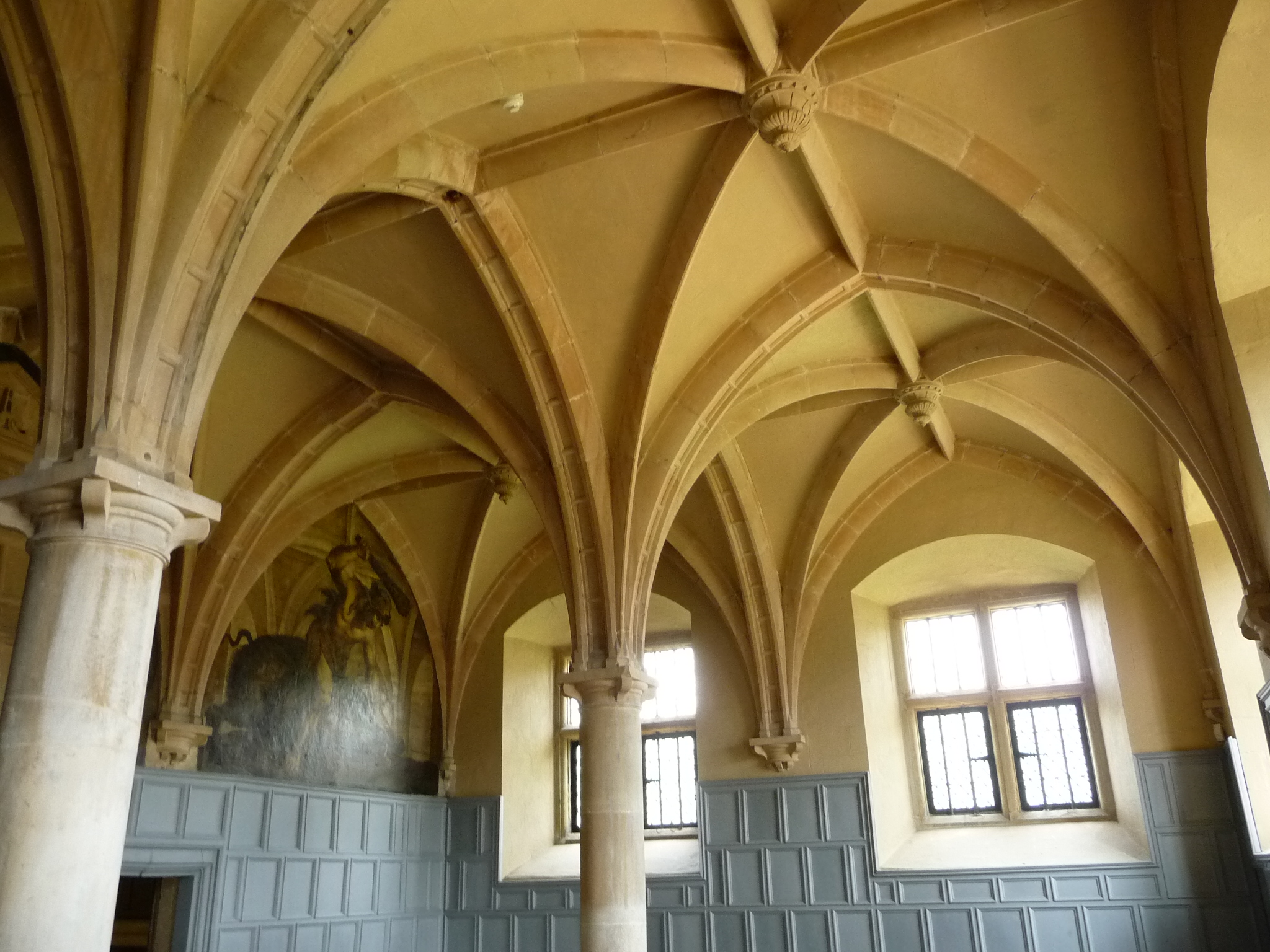
Eetzaal

De ingang bevindt zich aan de terraszijde en vertoont boven de deur een beeld van Hercules. Onmiddellijk links van de inkomhal bevindt zich een soort voorgeborchte: een kleiner kamertje met muurschilderingen van de vier humeuren; mogelijkerwijze konden bezoekers hier wachten totdat Cavendish hen ontving, teneinde ondertussen een eerste indruk van zijn verfijndheid en goede smaak te krijgen.
De grote hal, waarin gegeten werd, heeft een ongebruikelijke combinatie van gotische kruisribgewelven, gestut door Dorische zuilen. De haard dateert uit 1616, en aan de wanden zijn enkele van de ‘werken’ van Hercules geschilderd, met wie William Cavendish zich graag vergeleek.
Tegenover de grote hal ligt de pillar parlour, een eveneens rijkelijk geornamenteerde kamer waar Cavendish met zijn gasten dineerde. De houten panelen waarmee de wanden bedekt zijn, zijn goudkleurig beschilderd en de muurschilderingen, naar gravures van Cornelis Cort, verbeelden de vijf klassieke zintuigen. Deze zaal heeft eveneens kruisribgewelven, maar de zuilen zijn van het Ionische type. Voorts bevindt zich gelijkvloers nog een voorraadkamer en een lobby.

### Eerste verdieping

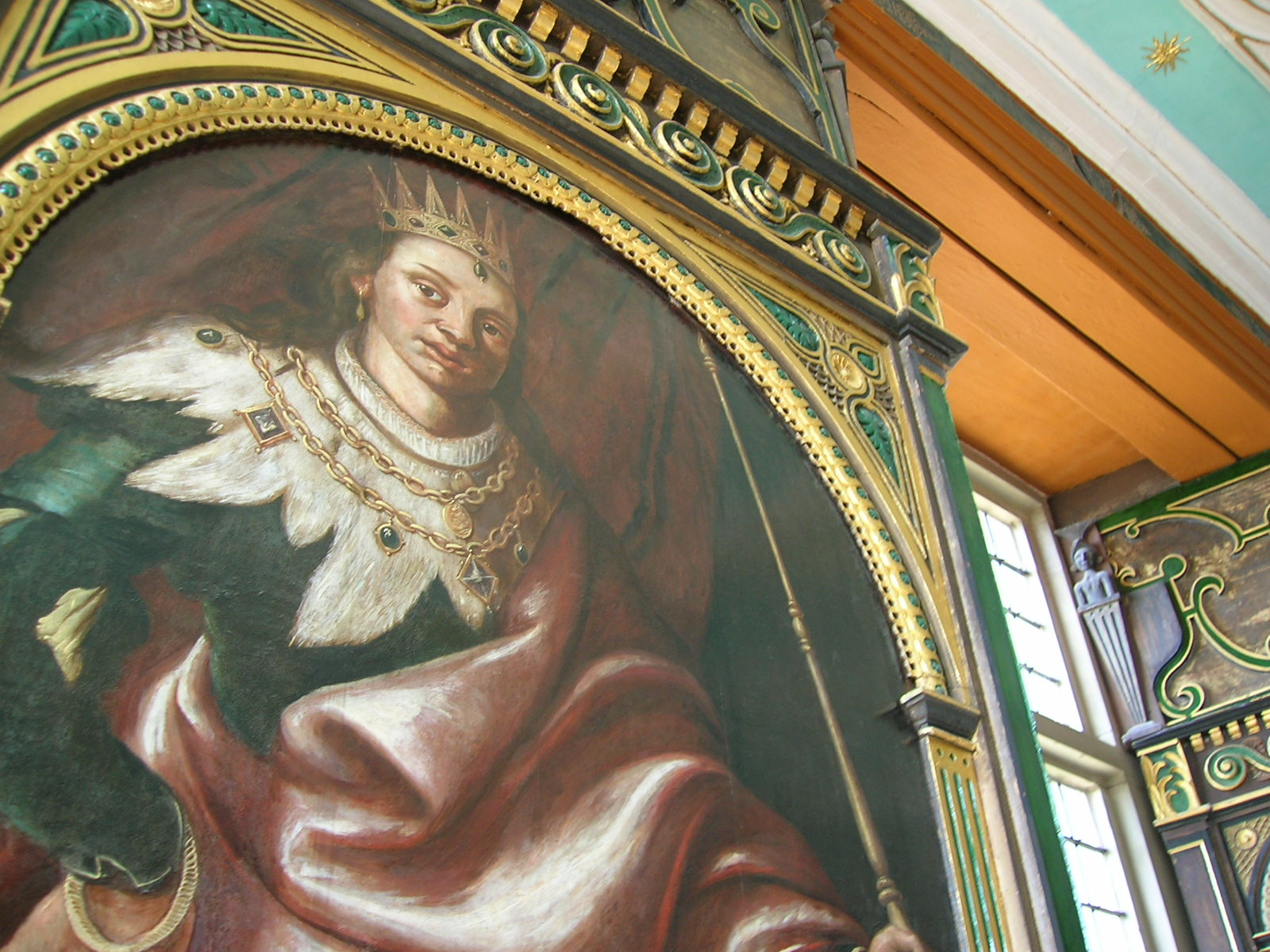
Schilderij van Koning David in de sterrenkamer

Het grootste vertrek op de eerste verdieping is de sterrenkamer, zo genoemd omdat het plafond helemaal met sterren is beschilderd. Dit was de formele ontvangstruimte voor belangrijke gasten, waarin de kasteelheer zijn bezoekers kon imponeren. De wandpanelen in deze kamer bevatten afbeeldingen van heiligen en Bijbelse figuren en er hingen wandtapijten met Bijbeltaferelen, die echter niet bewaard zijn. Heden ten dage hangen er replica’s die onder andere Mozes uitbeelden. Met een fries die langs het plafond loopt en de wapens van zijn grootouders en ouders bevat, kon Cavendish de nadruk op zijn adellijke afstamming leggen.
Achter de sterrenkamer bevindt zich de marble closet met uitzicht op het westen via een balkon dat zich boven de ingang bevindt. Dit kamertje, waarin de kasteelheer zich kon terugtrekken, is helemaal bedekt met marmer. In de gewelven onder het plafond zijn drie licht erotisch taferelen van de deugden geschilderd, gebaseerd op gravures van Hendrick Goltzius.

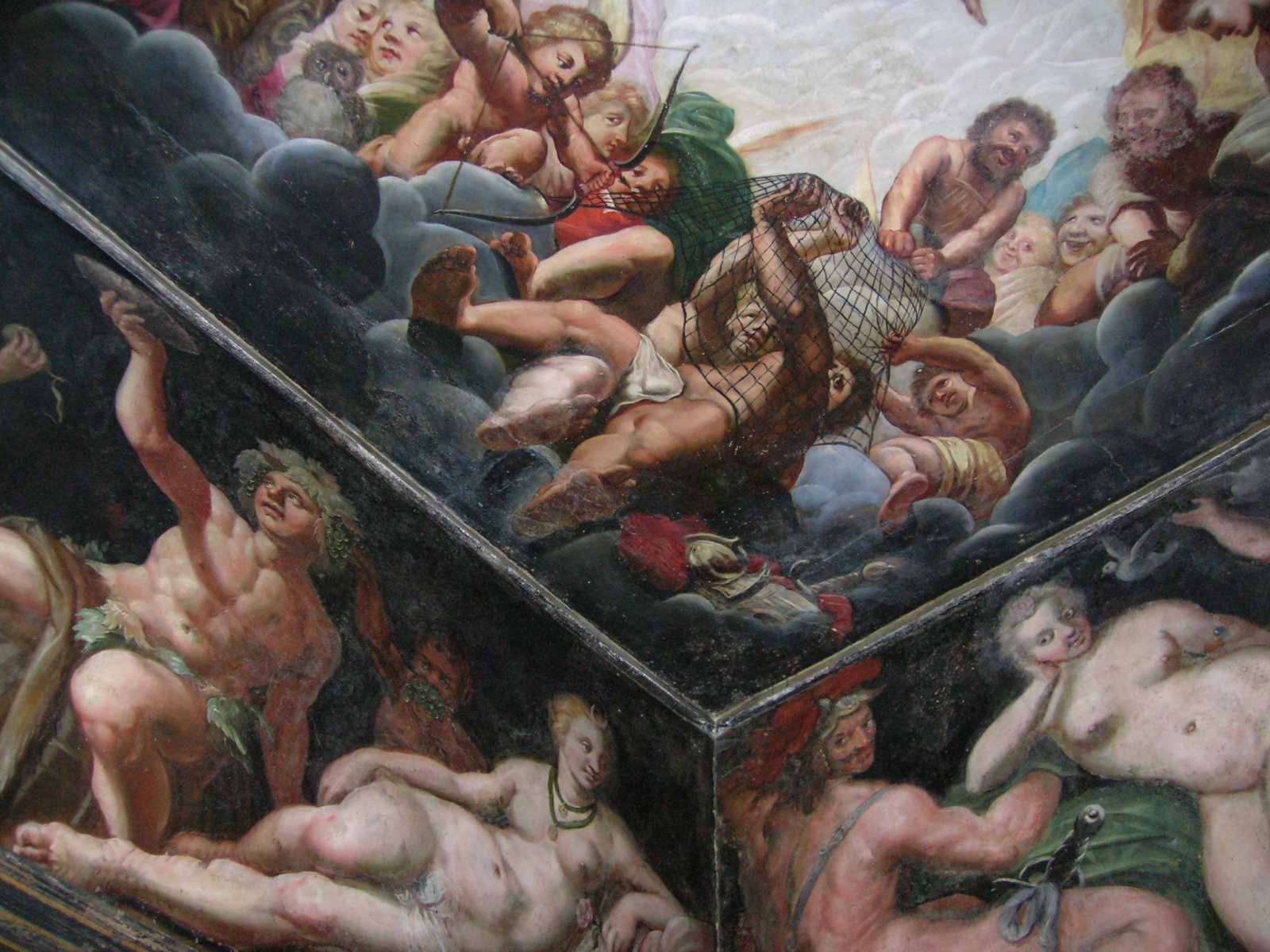
Plafondschildering in het Elyseïsche kamertje

In de zuidoostelijke hoek van de eerste verdieping bevindt zich William Cavendish’ slaapkamer. De kamer heeft een laag plafond en wanden die, zoals in de sterrenkamer, met tapijten waren bedekt. In 1999 werd ontdekt dat de houten wandpanelen aanvankelijk ook met goud waren bedrukt. De slaapkamer heeft drie belendende kamertjes: enerzijds een niet voor het publiek toegankelijke kast en anderzijds de zogenaamde heaven closet en Elysium closet. Deze twee kamertjes evoceren twee verschillende idealen. In het hemelkamertje werden wellicht kostbare voorwerpen zoals muziekinstrumenten bewaard. De plafondschildering toont een op Continentaal-katholieke kunst geïnspireerd tafereel van een dansende Christus die ten hemel reist, omringd door musicerende engelen. (Een van deze engelen heeft een partituur met een liedje over Robin Hood; Cavendish was sinds 1641 beschermheer van Sherwood Forest). De taferelen zijn wellicht gebaseerd op de barokke kunst die Cavendish tijdens zijn reizen door Europa had gezien.
Het andere, Elyseïsche kamertje is intiemer. Hier zijn de bovenste wanden en het plafond beschilderd met goden als Minerva en Bacchus op de Olympus, alsmede voluptueuze afbeeldingen van orgieën. Boven het raam hangt de spreuk: „All is But vanitie” (alles is slechts ijdelheid), geflankeerd door een lachende en een huilende filosoof.

### Tweede verdieping en kelder

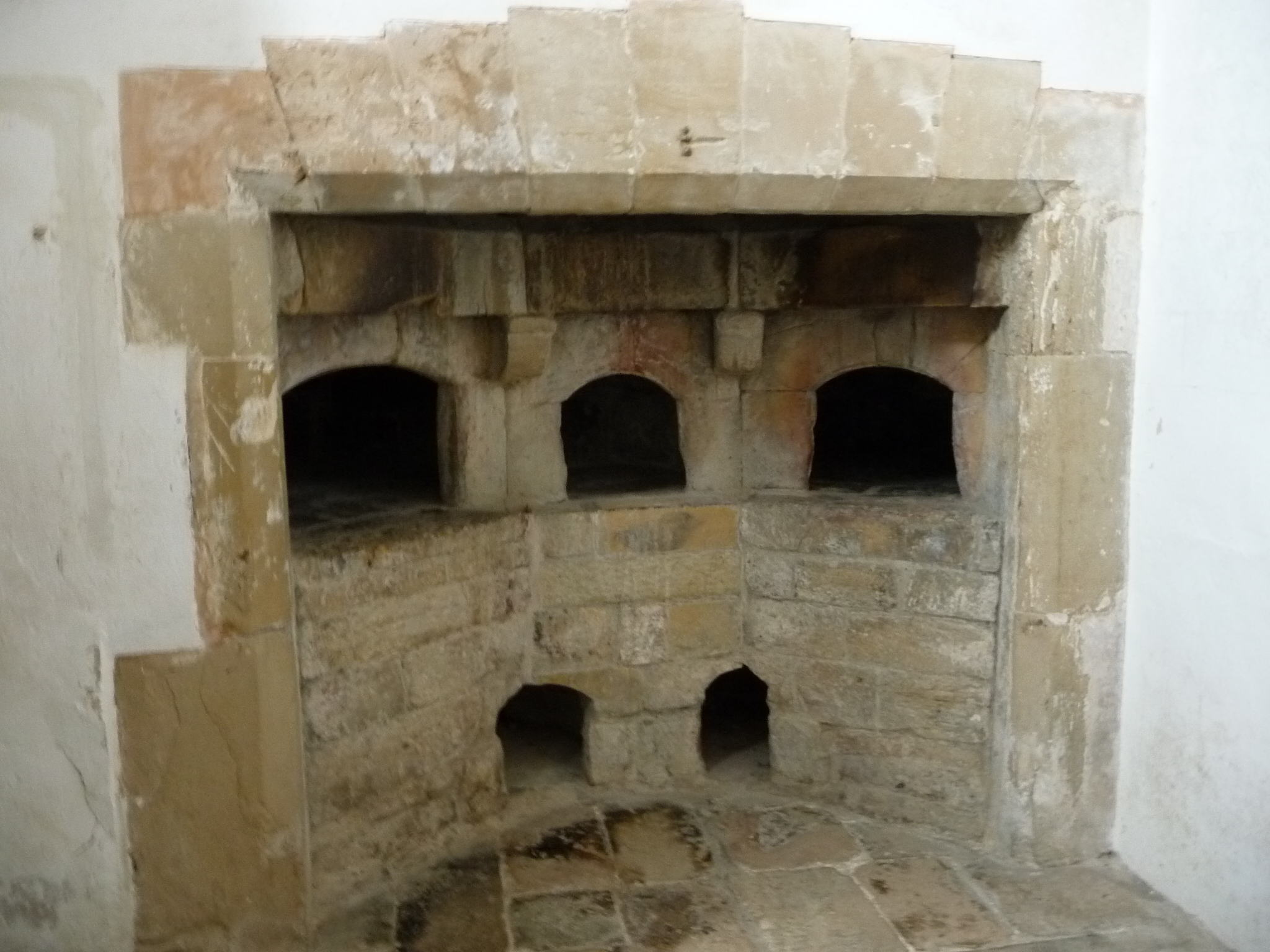
Bakoven in de kelder

Op de bovenste verdieping bevinden zich drie slaapkamers, drie kleinere kamers en een opbergkast. Centraal op deze verdieping bevindt zich een koepel die het licht binnenlaat; daaronder staan stenen banken als uitsparingen in de muren. Wellicht konden de gasten van de kasteelheer hier het nagerecht nuttigen. De wandpanelen zijn grotendeels verdwenen. Vroeger was hier tevens toegang tot het dak, dat plat was zodat men erop kon wandelen; in 1750 werd het evenwel vervangen door een normale dakstructuur. Het dak is thans niet voor het publiek toegankelijk. Op deze verdieping zijn de resterende wanden van sobere houten panelen voorzien.
De kelder werd gebruikt om te koken en om bier, wijn en kaas te bewaren. Er zijn nog steeds ovens in de muren waarin de maaltijden boven houten vuren gebakken werden. Aanvankelijk leidde een trap van de wijnkelder omhoog naar de grote hal. Deze keuken in de kelder bleef tot circa 1880 in gebruik. Bolsover Castle heeft nooit een kerker of gevangeniscel gehad; het kasteel was een plezierverblijf voor de familie Cavendish en bezat als dusdanig geen politieke functie.
Begin 21ste eeuw zijn meerdere ruimten in de kelderverdieping door vocht en schimmel aangetast, hetgeen een grondige restauratie noodzakelijk maakt.

## Bewoners van Bolsover Castle

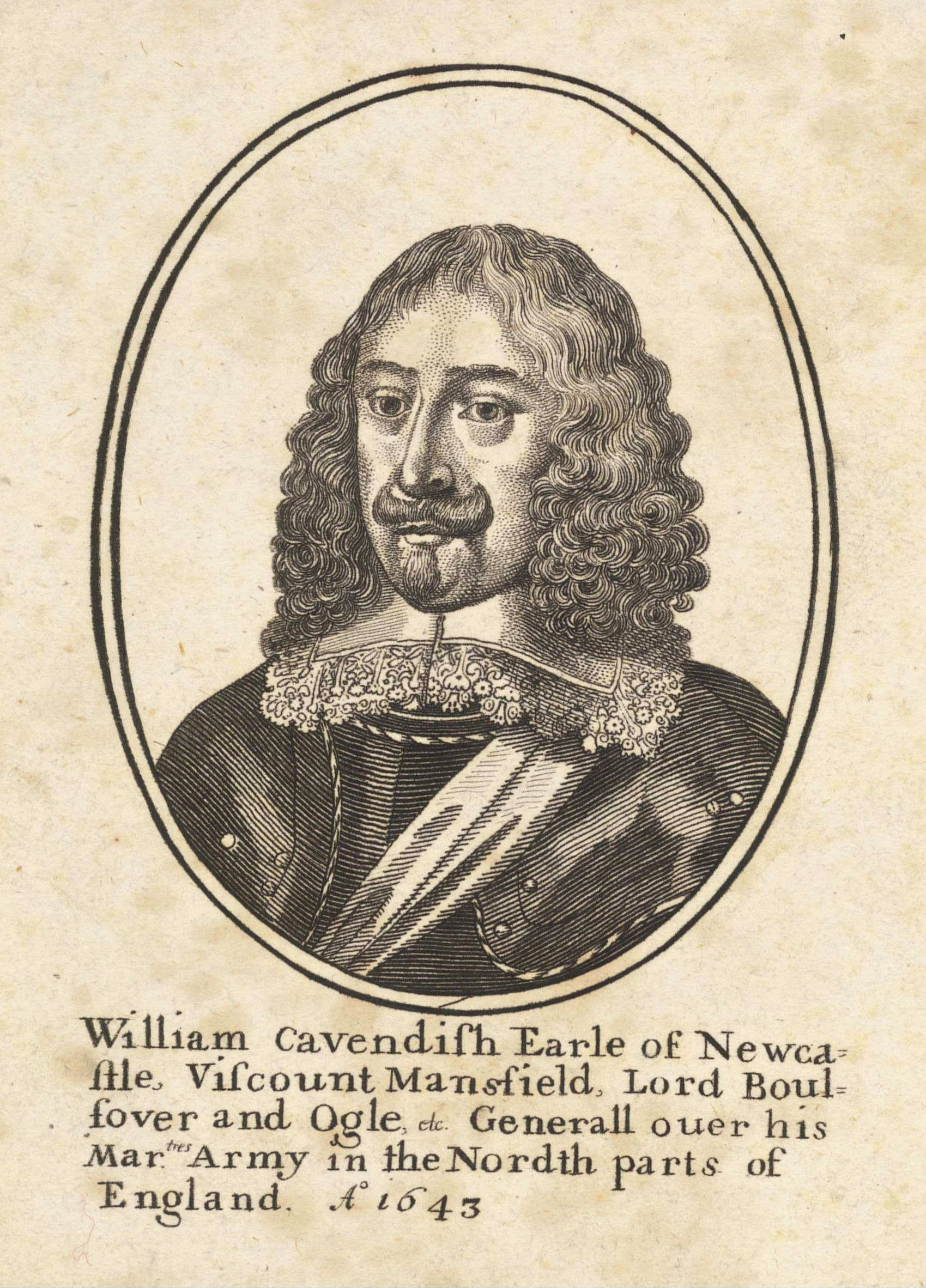
William Cavendish, 1ste hertog van Newcastle

- George Talbot, 6de earl van Shrewsbury, was de vierde echtgenoot van Elizabeth Hardwick, die uit haar tweede huwelijk een dochter genaamd Mary Cavendish had. Zij huwde met George Talbots zoon, Gilbert Talbot, 7de earl van Shrewsbury, die het landgoed Bolsover in 1590 van zijn vader erfde.
- Sir Charles Cavendish was een broer van Mary Cavendish en dus zwager van Gilbert Talbot. In 1613 verkreeg hij het eigenaarschap van Bolsover, na het eerst enkele jaren van Gilbert geleaset te hebben. Charles Cavendish was een militair met een grote voorliefde voor architectuur en poëzie. Na de dood in 1582 van zijn eerste vrouw, Margaret Kitson, huwde hij met Katharine, 8ste barones Ogle. Charles begon de funderingen van het Little Castle op 30 maart 1612 te bouwen, toen hij bijna zestig was. Er werd ook ’s winters doorgewerkt, en de ruwe structuur, inclusief haarden, was voltooid ten tijde van zijn overlijden op 4 april 1617. Hij had tevens de oude wallen van het Normandische kasteel laten verwijderen, de kelders gegraven en de terrassen aangelegd. Het is mogelijk dat de oude architect Robert Smythson, vader van John, ook nog een hand in de plannen heeft gehad.
- William Cavendish, die het kasteel op zijn vijfentwintigste erfde, profileerde zich graag als een gecultiveerde en geletterde man. Hij had onder andere de hoven en statige gebouwen van Turijn, Milaan en de Rijnvallei bezocht. In 1620 werd hij tot burggraaf van Mansfield geslagen. In 1618 en 1619 bezochten hij en John Smythson tezamen Londen om ideeën op te doen voor de verdere architectonische afwerking van het kasteel. Het is niet bekend, in welke volgorde de verschillende vertrekken werden aangepakt. Onder William Cavendish werden de tuin en de manege aangelegd. Hij was een groot liefhebber van paarden en schreef een Franstalig boek over rijkunst, gepubliceerd in ballingschap in Antwerpen tijdens de Engelse Burgeroorlog. William had ambitie om het hoofd van de koninklijke ruiterij te worden, en op 30 juli 1634 ontving hij Koning Karel I en Koningin Maria Henrietta op een groots feest in Bolsover Castle, waarop alle edelen van zowel Derbyshire als Nottinghamshire waren uitgenodigd. Er werden tientallen soorten gevogelte op het banket geserveerd, en vermoedelijk in de tuin werd Love’s Welcome opgevoerd, een masque die Ben Jonson voor de gelegenheid geschreven had. Het feest kostte Cavendish het equivalent van de totale jaarlijkse opbrengst van al zijn landerijen en had veeleer een averechts effect op de koning, die op exuberante uitspattingen niet bijster gesteld was.

- William Cavendish huwde tweemaal: Elizabeth Basset overleed in 1643. Zijn tweede echtgenote was Margaret Cavendish, geboren Lucas. Zij was een intellectuele vrouw die diverse boeken schreef, waaronder een biografie van haar man, wetenschappelijke werken over natuurkunde en filosofie en een sciencefictionverhaal. In 1667 sprak ze als eerste vrouw de Royal Society toe.

- Henry Cavendish, tweede hertog van Newcastle, bouwde Nottingham Castle in opdracht van zijn vader. Hij beschouwde dit voortaan als zijn hoofdresidentie en liet het meubilair van Bolsover naar Nottingham overbrengen. Henry Cavendish, een politicus voor de Tories, besteedde minder aandacht aan het kasteel, dat geleidelijk in verval kwam, niet het minst omdat hij aan het eind van zijn leven hoge schulden had opgelopen. Zijn dochter Margaret erfde al zijn bezittingen. Zij huwde met John Holles, voor wie de titel ‘hertog van Newcastle’ in 1694 opnieuw in het leven werd geroepen. In 1716 werd hun dochter Henrietta eigenares van het kasteel, dat inmiddels in slechte staat verkeerde. Henrietta liet in 1717 een inventaris opmaken en omstreeks 1750 enkele renovatiewerkzaamheden aan het Little Castle uitvoeren, waaronder een complete vernieuwing van het dak.

- Na de dood van Henrietta Holles in 1755 kwam Bolsover Castle in het bezit van de aangetrouwde hertogen van Portland. De kleinzoon van Henrietta, William Bentinck, zou later eerste minister worden. Omstreeks 1770 was het dak van de terrace range definitief verdwenen; er waren echter nog steeds paardenstallingen. Onder invloed van de opkomende Romantiek werd Bolsover Castle geleidelijk aan een toeristische bestemming.

- In de 19de eeuw woonden in Bolsover Castle dominees, die het kasteel van de hertogen van Portland huurden. Ene William Calcroft Tinsley, naar verluidt een zware alcoholist, nam in 1818 zijn intrek in het kasteel en woonde er elf jaar. Daarop werd zijn hulppastoor John Hamilton Gray de nieuwe huurder. Hij liet structurele wijzigingen aanbrengen die beter bij de Victoriaanse smaak pasten. Hij verving sommige ramen door gotische modellen en liet een extra terrasingang bouwen. De tuin verwilderde in de loop van de 19de eeuw.

- Willem Cavendish-Bentinck, 6de hertog van Portland, was de laatste privé-eigenaar. Bij zijn overlijden in 1943 was het kasteel bouwvallig, hetgeen grotendeels te wijten was aan de mijnindustrie. De uitgraving van kalksteen en klei in de ondergrond van Bolsover destabiliseerde de muren van het kasteel, waarin scheuren waren opgetreden. Ook leed Bolsover onder zware verontreiniging door de uitwasemingen van de steenkoolmijnen. Tijdens de Eerste Wereldoorlog was de terrace range als schietterrein gebruikt. In 1945 nam het Ministry of Works, de voorloper van English Heritage, het kasteel over. Het gebouw werd verstevigd met stalen vlechtwerk, de muren om de tuin werden gerestaureerd en er werden dezelfde soorten bloemen geplant als er in de 17de eeuw groeiden. De wijzigingen die in de 19de eeuw door de familie Gray waren aangebracht, werden grotendeels ongedaan gemaakt. In 2013 en 2014 werd nogmaals een grootschalige restauratie uitgevoerd.